# Дрозденко Василь Іванович
Васи́ль Іва́нович Дрозденко (14 січня 1924, Харкове, тепер Талалаївського району Чернігівської області — 30 листопада 1982) — державний діяч УРСР, Надзвичайний і повноважний посол СРСР в Румунії (1971—1982).
Член ЦК КП України з 21 січня 1956 по 17 березня 1971 року. Кандидат у члени Президії ЦК КПУ з 28 березня 1963 по 15 березня 1966 року. Член Політбюро і секретар ЦК КПУ з 18 березня 1966 по 17 березня 1971. Член Центральної Ревізійної Комісії КПРС (1961—1966). Кандидат у члени ЦК КПРС (1966—1971). Член ЦК КПРС (1971—1982). Депутат Верховної Ради УРСР 4—5-го і 7-го скликань. Депутат Верховної Ради СРСР 6—7-го скликань.

## Біографія
Народився 14 січня 1924 року в селі Харковому на Чернігівщині в родині селянина-бідняка. У 1940—1942 роках навчався в Дніпропетровському інституті інженерів залізничного транспорту.
У 1942—1945 роках брав участь у радянсько-німецькій війні: рядовий, командир відділення, командир взводу, начальник команди топографічної розвідки на Західному, Калінінському, 2-му Прибалтійському, Ленінградському фронтах. Член ВКП(б) з 1944 року.
У 1949 році закінчив Дніпропетровський інститут інженерів залізничного транспорту та в 1959 році заочне відділення Вищої партійної школи при ЦК КПРС.
З 1948 по 1950 рік — 1-й секретар Жовтневого районного комітету ЛКСМ України в місті Дніпропетровську.
З 1950 по 1951 рік — 1-й секретар Дніпропетровського міського комітету ЛКСМ України.
З 1951 по 1952 рік — 1-й секретар Дніпропетровського обласного комітету ЛКСМ України.
З 1952 по 1954 рік — секретар ЦК ЛКСМ України. З 1954 по 1955 рік — 2-й секретар ЦК ЛКСМ України.
З березня 1955 по липень 1960 року — 1-й секретар ЦК ЛКСМ України.
З червня 1960 по серпень 1962 року — 1-й секретар Київського міського комітету Компартії України.
З 16 серпня 1962 по січень 1963 року — 1-й секретар Київського обласного комітету Компартії України. З січня 1963 по грудень 1964 року — 1-й секретар Київського промислового обласного комітету Компартії України. З грудня 1964 по 24 березня 1966 року — 1-й секретар Київського обласного комітету КПУ.
З 18 березня 1966 по 17 березня 1971 року — секретар ЦК Комуністичної партії України.
З 9 березня 1971 по 30 листопада 1982 року — Надзвичайний і повноважний посол СРСР в Румунії.

Могила В. І. Дрозденка

Помер 30 листопада 1982 року. Похований в Києві на Байковому кладовищі (центральна алея, ділянка № 2).

## Нагороди
- два ордени Леніна
- орден Жовтневої Революції
- два ордени Трудового Червоного Прапора (26.04.1957)
- орден Дружби народів
- орден Червоної Зірки
- медалі